# Блинов, Владимир Игоревич
Владимир Игоревич Блинов (род. 13 декабря 1964 года, Москва) — российский учёный, педагог, доктор педагогических наук, профессор, член-корреспондент РАО (2023). Один из основоположников методологии компетентностного подхода в российском профессиональном образовании и обучении.

## Биография
Родился 13 декабря 1964 года в Москве. В 1988 году с отличием окончил Московский педагогический государственный университет.
С 1986 года работал в средних профессиональных учебных заведениях в должности преподавателя, педагога-психолога, заместителя директора по учебно-воспитательной работе. 
В 1993 году защитил кандидатскую диссертацию на тему «Теория и практика педагогической профориентации старшеклассников после Великой Отечественной войны» (специальность 13.00.01 - Общая педагогика, история педагогики и образования).
В период с 1988 по 2003 год совмещал научно-педагогическую деятельность с работой в общеобразовательной школе. Работал учителем, педагогом-психологом, исполнительным директором частной школы.
С 1988 по 2018 год был профессором кафедры педагогики Московского педагогического государственного университета. 
В 2001 году защитил докторскую диссертацию по теме «Развитие теории и практики образования в России XVIII – начала XX века под влиянием изменений ценностных ориентаций, представлений об идеале человека и целях его воспитания» (специальность 13.00.01 - Общая педагогика, история педагогики и образования).
В 2000-2003 годах возглавлял кафедру педагогики в Московском институте повышения квалификации работников образования – Московском институте открытого образования. 
С 2006 года является руководителем Центра профессионального образования и систем квалификаций Федерального института развития образования (ЦПОиСК ФИРО). В 2018 году ФИРО включен в состав Российской академии народного хозяйства и государственной службы при Президенте Российской Федерации. 
С 2006 года под непосредственным научным руководством В. И. Блинова в ЦПОиСК ФИРО были разработаны и внедрены в практику профессионального образования концепция, макет и методика разработки федеральных государственных образовательных стандартов среднего профессионального образования; федеральные государственные образовательные стандарты среднего профессионального образования третьего поколения; методика разработки основных профессиональных образовательных программ среднего профессионального образования и программ профессионального обучения (в том числе, с учетом требований профессиональных стандартов); концепция прикладного бакалавриата; методология классификации профессий и специальностей среднего профессионального образования; разработка, апробация и внедрение концепций развития территориальных систем профессионального образования.
В. И. Блинов работал в качестве эксперта в нескольких международных проектах: эксперт по вопросам формирования компетентностно ориентированных программ профессионального образования и обучения (Туркмения, 2008); эксперт проекта ЮНЕСКО по разработке программ высшего образования (Таджикистан, 2010); эксперт Международной организации труда (2018).
Под руководством Блинова выполнены и защищены более 20 кандидатских диссертаций.

## Награды
- 2004 — Нагрудный знак «Почётный работник общего образования Российской Федерации».
- 2004 — Нагрудный знак «Почётный работник высшего профессионального образования Российской Федерации».
- 2010 — Медаль К. Д. Ушинского за заслуги в области педагогических наук.

## Основные публикации
- Блинов В. И. Развитие образования в России в XVIII-начале XX вв. под влиянием изменений во взглядах на цели воспитания. – М.: ТЦ «СФЕРА», 2001. – 224 с.
- Блинов В. И. Эволюция аксиологических оснований теории и практики образования в России (XVIII-начало XX в.). – М.: Прометей, 2002. – 232 с.
- Блинов В. И., Батрова О. Ф., Есенина Е. Ю., Факторович А. А. Методические рекомендации по разработке профессиональных образовательных программ с учетом требований профессиональных стандартов. М.: Перо, 2014. – 53 с. ISBN 978-5-00086-191-2
- Блинов В. И. Концептуальные основы разработки Федеральных государственных образовательных стандартов начального и среднего профессионального образования нового поколения. – М., Редакционно-издательский отдел ФИРО, 2008. – 89 с. ISBN 978-5-85630-016-0
- Разработка и применение профессиональных стандартов: словарно-справочное пособие. – М.: Перо, 2014. – 33 с.
- Формирование системы профессиональных квалификаций: словарно-справочное пособие. – М.: Перо 2016. – 48 с.
- Профессиональная педагогика в 2 ч. Часть 1 : учебное пособие для СПО// под общ. ред. В. И. Блинова. – М.: Юрайт, 2017. — 374 с.
- Профессиональная педагогика в 2 ч. Часть 2 : учебное пособие для СПО// под общ. ред. В. И. Блинова. – М.: Юрайт, 2017. — 353 с.
- Методика профессионального обучения. Учебное пособие для мастеров производственного обучения и наставников на производстве // под общ. ред. В.И.Блинова. – М.: Юрайт, 2017. — 219 с.
- Образовательный процесс в профессиональном образовании : учебное пособие для вузов// под общ. ред. В. И. Блинова. – М.: Юрайт, 2017. — 314 с.
- Блинов В. И. Введение в педагогическую деятельность: учебное пособие для вузов. – М.: Юрайт, 2017. — 129 с.
- Блинов В. И., Есенина Е. Ю., Клинк О. Ф., Куртеева Л. Н., Сатдыков А. И., Факторович А. А. Профессиональные стандарты: от идеи к практике // под общ. ред. В. И. Блинова. – LAP LAMBERT Academic Publishing , 2017. – 80 с.
- Блинов В. И., Виненко В. Г., Сергеев И. С. Методика преподавания в высшей школе. Учебное пособие. – М.: Юрайт, 2019. — 315 с. ISBN 978-5-534-02190-5
- Blinov V. The History of Curriculum in Russia // International Handbook of Curriculum Research / edited by William F. Pinar. – Second Edition. 554 с.
- Blinov V., Esenina E, Faktorovich A. Introduction of vocational standards: are there alternative ways? //Journal of Fundamental and Applied Sciences, 2017, 9(7S), Web of Science.
- Blinov V., Esenina E, Klink O., Sergeev I., Faktorovich A. Learning guidance for TVET teachers of the future //Science and Education (Text): materials of the XIII international research and practice conference, Munich, November 2-3, 2016 / publishing office Verlag Waldkraiburg – Munich – Germany, 2015. – 332 p.